# Bosski Roman
Bosski Roman, właściwie Roman Paweł Lachowolski (ur. 12 października 1982 w Krakowie) – raper, wydawca, producent oraz działacz społeczny. Pomysłodawca i prezes fundacji Drużyna Mistrzów Sport Muzyka Pasja, propagator sportu, wartości patriotycznych oraz rozwijania poprzez pasję, a także ewolucje duchową. Członek zespołu Firma. Prowadzi także solową działalność artystyczną. Wraz z młodszym bratem Młodym Bosskim tworzył formację Bosskiskład.

## Życiorys
Studiował religioznawstwo na Uniwersytecie Jagiellońskim. Żonaty, jest ojcem trójki dzieci.
Jest laureatem złotych i platynowych płyt. Współpracował z większością znanych polskich artystów sceny hip-hop m.in. Peja, Paluch, Bas Tajpan, NON Koneksja, Hemp Gru, KaeN, Popek, Sokół, Juras, Pih, Dudek P56 czy Abradab. Bosski przez wiele lat związany był z zespołem Firma, który wraz z nim od 2001 r. tworzyli: Kali, Popek, Tadek i Pomidor. Zespół znany był z mocnych ulicznych antysystemowych utworów oraz dynamicznych brzmień, ale także jako jeden z pierwszych w Polsce promował brzmienia dancehall na płycie Nielegalne Rytmy. Aktualnie tworzy muzykę motywacyjną, ale znany jest też z utworów patriotycznych m.in. Cisi i Skuteczni (o Jednostce Wojskowej Komandosów w Lublińcu) i Generał Gryf o wybitnym polskim bohaterze gen. Januszu Brochwicz-Lewińskim. Stworzył także utwory do wyjść na ring m.in. dla Artura Szpilki, Artura Bizewskiego, Roberta Radomskiego.
Swój pierwszy album Krak wydał razem z małopolskim producentem Pierem w 2007 roku. Dwa lata później ukazał się kolejny album z serii „Krak” pt. Krak 2 po raz kolejny z Pierem. Album ukazał się nakładem wytwórni Rockers Publishing. Łączy w sobie cechy takich gatunków jak: electro, dancehall, d’n’b, dubstep oraz reggaeton.
W 2010 roku nakładem wytwórni Fonografika ukazał się solowy album Bosskiego pt. Krak 3. Na płycie gościnnie wystąpili między innymi Peja, Paluch, Lukasyno, Bas Tajpan oraz pozostali członkowie zespołu Firma.
W 2011 razem z propagatorem rugby Arturem Pszczółkowskim zainicjował projekt Drużyna Mistrzów, wspólnej akcji artystów hip-hopowych oraz sportowców, propagującej zdrowy tryb życia, uprawianie sportu, rozwijania pasji i pozytywnej strony życia. Inicjatywę promowali artyści hiphopowi oraz sportowcy, w tym bokserzy Dawid Kostecki, Artur Szpilka, Andrzej Wawrzyk, Paweł Głażewski, Paweł Kołodziej, Dariusz Michalczewski, Damian Jonak, oraz koszykarz Marcin Gortat i Filip Dylewicz, żużlowcy Jarosław Hampel i Maciej Janowski, zawodnicy MMA Paweł Nastula, Mamed Chalidow i Marcin Różalski, zapaśnik Damian Janikowski, żeglarka Zofia Klepacka, piłkarz Rafał Murawski, a także zespół futbolu amerykańskiego Giants Wrocław. Akcja w 2012 została uwieńczona wydaniem albumu muzycznego pt. Drużyna mistrzów, na którym wystąpili gościnnie m.in. Sokół, Hemp Gru, Peja, Firma oraz Juras (zarówno raper, jak i kickbokser).
W roku 2012 z inicjatywy Bosskiego powstaje fundacja o nazwie: Drużyna Mistrzów Sport Muzyka Pasja zrzeszający artystów hip-hop oraz sportowców w ramach motywacji młodzieży do rozwoju osobowego. W miarę rozwijania projektu Bosski Roman stworzył program warsztatów profilaktyczno-motywacyjnych dla szkół i placówek wychowawczych które mają za zadanie w charyzmatycznej formie sportowo-hip-hopowej promować zdrowy styl życia, rozwój intelektualny oraz osobowy poprzez pasję. Istotnym elementem warsztatów jest profilaktyka przeciwko uzależnieniom od używek, przemocy, multimediów czy internetu.
21 kwietnia 2012 roku odbyła się premiera drugiego solowego albumu pt. Krak 4. Został wydany nakładem wytwórni Fonografika. Płyta odznacza się różnymi gatunkami tworzącymi wspólną płytę. Piosenki nagrane są w stylu hip-hopowym, grimowym, dancehallowym czy dubstepowym. Gościnnie na płycie wystąpili m.in. Pezet, Sokół oraz Abradab. Wraz młodszym bratem – Młodym Bosskim – wydał w tym samym roku płytę Braterska siła. Utwory zostały nagrane w klasycznym stylu Firmy, tzn. w stylu ulicznym. Na płycie wystąpili m.in.: Dudek RPK, HDS, Sobota czy Słoń. Za warstwę producencką głównie odpowiadał P.A.F.F.
W 2013 do rejestru KRS wpisano Fundację Drużyna Mistrzów, mającą na celu wspieranie talentów sportowych i muzycznych oraz rozwijanie pasji (Lachowolski jest jej prezesem). W czerwcu 2013 premierę ma drugi album tego projektu zatytułowany Drużyna Mistrzów 2: Sport, Muzyka, Pasja.
12 kwietnia 2014 roku pojawia się trzeci solowy album pt. TheRapYa Szokowa Dozwolona Od Lat 18 wyjątkowo nie przez Fonografikę, a za pośrednictwem Proper Records. Na płycie można znaleźć utwory w różnych stylach. Na płycie można usłyszeć wokal takich raperów jak: Miejski Sort, Peja, Pih, Tadek, Dixon37 i KaeN. Stworzył również hymn dla mistrzostw Europy Muay Thai 2014 pt. Muaythai.
Na początku 2015 roku Bosski wydaje kolejny solowy album pt. Uliczny Przekaz Dla Dobrych Ludzi przez Fonografikę. Płyta została nagrana w klasycznych brzemiach Bosskiego, tzn. w ulicznym stylu, ale nie brakowało tam odniesień do Drużyny Mistrzów. Gośćmi na płycie byli tylko Kaczy oraz Dudek P56. Za podkład muzyczny odpowiada głównie IVE i Bngrski. Około dwa miesiące później odbywa się premiera kolejnego albumu z serii „Krak” pt. Krak 5. Na krążku można usłyszeć dużo trapu i dubstepu, grime, cloudu, a także przeróżne hybrydy styli. Na płycie gościnnie wystąpili: Wirus, HudyHary i WTM. Stworzył też utwór rozpoczynający oficjalną kampanię DM przeciw narkotykom pt. „Antydopalacze”.
11 marca 2016 zostaje wydana płyta pt. Bang & Classic. Album został wydany nakładem wytwórni Fonografika. Na płycie utwory są wykonane w różnych stylach. Gośćmi są m.in.: Daddio, Pih, Juras, Kevin Mahogany, Webster. Głównym twórcą bitów jest Baltik. W tym roku stworzył również hymn federacji kobiecych sportów walki Ladies Fight Night.
W 2017 roku w ramach kampanii profilaktycznej odnośnie do przeciwdziałania uzależnieniom stworzył utwór pt. „Dopal Dopalaczom”, który jest dopełnieniem kampanii rozpoczętej utworem „Antydopalacze” w 2015 roku.
W połowie 2018 roku nagrał utwór, który jest hymnem Kadry Narodowej Ju Jitsu przygotowany na Mistrzostwa Europy Ju Jitsu w Gliwicach. 31 sierpnia zostaje wydany kolejny solowy album Bosskiego pt. Duchowy Gangster wydany nakładem wytwórni Universal Music Polska. Na płycie można znaleźć dużo brzmień klasycznie ulicznych, ale także oldschoolowe bity z elementami funku czy jazzu z żywymi instrumentami oraz dużo świeżości z cloudowym i trapowym zacięciem, a nawet nieco głębokiego, eksperymentalnego triphopu. Za muzykę do tego albumu odpowiadają: P.A.F.F., Johnny Beats, 5ZYM oraz Ive.
W 2019 roku Bosski usunął ze swojego kanału na YouTube dissy skierowane w stronę Kaliego. Jak sam wyjaśnił: „Zrobiłem to, absolutnie nie chwaląc się tym nikomu, bez potrzeby reakcji drugiej strony czy jakiegoś skutku. Miałem taką wewnętrzna potrzebę. Roztrząsanie, rozliczanie, spory są niczym wobec mocy przebaczenia – takiego prawdziwego bez żadnych oczekiwań od drugiej strony – to wspaniałe oczyszczające uczucie – polecam. Wybaczenie jest o wiele potężniejsze od zemsty, walki o słuszność czy wyjścia na swoje.” W odpowiedzi na to Kali również usunął dissy ze swojego kanału skierowane w stronę Firmy.
W teledyskach Bosskiego często występują kulturyści, m.in. Michał Mikulewicz, Emil Kaleński czy Piotr Borecki.
W roku 2025 wydał trzecią płytę "Uliczny przekaz dla dobrych ludzi III", mowiąc, że tą płytą domyka trylogię ulicznego rapu, i że może to być jego "last dance" w estetyce ulicznego rapu.

## Dyskografia

### Albumy solowe
| Tytuł                                | Dane dot. albumu                                           | Pozycja na liście |
| Tytuł                                | Dane dot. albumu                                           | POL               |
| ------------------------------------ | ---------------------------------------------------------- | ----------------- |
| Krak 3                               | - Data: 31 maja 2010 - Wydawca: Fonografika                | –                 |
| Krak 4                               | - Data: 23 kwietnia 2012 - Wydawca: Fonografika            | –                 |
| TheRapYa szokowa dozwolona od lat 18 | - Data: 12 kwietnia 2014 - Wydawca: Proper Records         | –                 |
| Uliczny przekaz dla dobrych ludzi    | - Data: 27 lutego 2015 - Wydawca: Fonografika              | 26                |
| Krak 5                               | - Data: 24 kwietnia 2015 - Wydawca: Fonografika            | –                 |
| Bang & Classic                       | - Data: 11 marca 2016 - Wydawca: Fonografika               | –                 |
| Duchowy Gangster                     | - Data: 31 sierpnia 2018 - Wydawca: Universal Music Polska | –                 |
| Uliczny przekaz dla dobrych ludzi 2  | - Data: 6 grudnia 2019 - Wydawca: DM Independent           | –                 |
| „–” album nie był notowany           |                                                            |                   |

### Współpraca
| Tytuł                                                | Dane dot. albumu                                       | Pozycja na liście |
| Tytuł                                                | Dane dot. albumu                                       | POL               |
| ---------------------------------------------------- | ------------------------------------------------------ | ----------------- |
| Krak (oraz Piero)                                    | - Data: 17 stycznia 2007 - Wydawca: brak (nielegal)    | –                 |
| Krak 2 (oraz Piero)                                  | - Data: 25 stycznia 2009 - Wydawca: Rockers Publishing | –                 |
| Braterska siła (oraz Młody Bosski; jako Bosskisklad) | - Data: 12 października 2012 - Wydawca: DM Independent | –                 |
| KRAK7.1 (oraz P.A.F.F.; jako PASSKI)                 | - Data: 20 lipca 2022 - Wydawca: Drużyna Mistrzów      | –                 |
| „–” album nie był notowany                           |                                                        |                   |

### Inne
| Gościnnie                                       | Gościnnie | Gościnnie | Gościnnie       |
| Wykonawca i Album                               | Rok       | Utwór | Źródło          |
| ----------------------------------------------- | --------- | --- | --------------- |
| Intoksynator – Wielkie hity                     | 2002      | „Piwko” (gościnnie: Bosski Roman, Sabot, Tru Kru) | [ 44 ]          |
| WWO – Witam Was W Rzeczywistości                | 2005      | „Chcesz Być Słynny” (gościnnie: Firma: Bosski Roman, Kali, Tadek oraz Mercedresu) | [ 45 ]          |
| Popek – Wyjęty spod prawa                       | 2007      | „Uważaj na tę kurwę” (gościnnie: Bosski Roman) | [ 46 ]          |
| Malik & Piero – W poszukiwaniu sensu            | 2008      | „W poszukiwaniu sensu” (gościnnie: Bosski Roman, DJ Raid) | [ 47 ]          |
| Popek – Heavyweight                             | 2008      | „Czarno to widzę” (gościnnie: Firma: Bosski Roman, Tadek) | [ 48 ]          |
| Bezimienni – Walka                              | 2008      | „Kto słucha nie błądzi” (gościnnie: Bosski Roman) | [ 49 ]          |
| Fandango Gang – Fandango Mixtape Vol.I          | 2009      | „Znienawidź mnie albo słuchaj” (gościnnie: Firma: Bosski Roman, Kali) | [ 50 ]          |
| Hemp Gru – Droga                                | 2009      | „Wyrok Ulicy” (gościnnie: Dixon37, Firma: Tadek, Bosski Roman, Kali, Popek oraz Żary) | [ 51 ]          |
| NON Koneksja – Eksplozja                        | 2009      | „Słowa jak sól” (gościnnie: Bosski Roman) „Ostatni Raz” (gościnnie: Firma: Kali, Bosski Roman, Tadek) | [ 52 ]          |
| Piero Beatmaker – Mixtape                       | 2010      | „Intro” (gościnnie: Bosski Roman) „Skręt (Remix)” (gościnnie: Bosski Roman) „Gdy życie doświadcza to o wenę nie trudno (Remix)” (gościnnie: Firma) „Przeciwko kurestwu i upadkowi zasad (Remix)” (gościnnie: Firma, Hemp Gru) | [ 53 ]          |
| Hipotonia WIWP – Wspólnie I W Porozumieniu      | 2010      | „Koncerty” (gościnnie: Firma: Bosski Roman, Tadek) | [ 54 ]          |
| DJ Tomekk & Toony – Ehrenkodex                  | 2010      | „Co weekend” (gościnnie: Bosski Roman) | [ 55 ]          |
| Szajka – Uliczny styl                           | 2010      | „Komercja” (gościnnie: Bosski Roman) „Dwa światy” (gościnnie: Bosski Roman) | [ 56 ]          |
| Bas Tajpan – Korzenie I kultura                 | 2010      | „Bohaterowie cyberświata” (gościnnie: Bosski Roman) | [ 57 ]          |
| Paluch – Bezgranicznie oddany                   | 2010      | „Red Bull” (gościnnie: Bosski Roman) | [ 58 ]          |
| PTP – Wybuchowa receptura                       | 2010      | „Łapię życie za pysk” (gościnnie: Firma: Bosski Roman, Tadek) | [ 59 ]          |
| HipoToniA WIWP – Wspólnie i w porozumieniu      | 2010      | „Koncerty” (gościnnie: Firma: Bosski Roman, Tadek) | [ 60 ]          |
| DDK RPK – Słowo dla ludzi cz.1                  | 2010      | „Powiedz” (gościnnie: Miejski Przekaz, Bosski Roman) | [ 61 ]          |
| Emblemat – Jedna miłość, jedna więź             | 2011      | „Za tych co nie mogą” (gościnnie: Śpioł, Bosski Roman) | [ 62 ]          |
| MoniLove – Monilove Music                       | 2011      | „Na raz” (gościnnie: Bosski Roman) | [ 63 ]          |
| Graba – Naprzeciw wszystkiemu                   | 2011      | „Jest mi z tym dobrze” (gościnnie: Zelo, Bosski Roman, Cegła, Buczer, Mrokas) | [ 64 ]          |
| Bezimienni – Co mnie nie zabije to mnie wzmocni | 2011      | „Co mnie nie zabije to mnie wzmocni” (gościnnie: NON Koneksja, Bosski Roman) | [ 65 ]          |
| HZOP – Drogowskazy życia                        | 2012      | „Publiczni wrogowie” (gościnnie: Lukas OM, Bosski Roman) | [ 66 ]          |
| Borixon – Rap Not Dead                          | 2012      | „Nie Do Wiary” (gościnnie: Firma: Popek, Bosski Roman) | [ 67 ]          |
| Tadek – Niewygodna prawda                       | 2012      | „Dla emigracji” (gościnnie: Bosski Roman) „Oda do zepsucia” (oraz: Bosski Roman) | [ 68 ]          |
| FS Dan – Moralny Hazard Epizod II               | 2012      | „Informa Fi Dead” (gościnnie: Robako, Bosski Roman) | [ 69 ]          |
| Popek – Monster                                 | 2012      | „Jeszcze Firma Nie Zginęła” (gościnnie: Firma: Bosski Roman, Tadek) | [ 70 ]          |
| Kamil P.R.J – Nowy Etap                         | 2012      | „Wiem Jak Się Zachować” (gościnnie Bosski Roman) | [ 71 ]          |
| ARF – Mój Los                                   | 2012      | „Teraz Albo Nigdy” (gościnnie: Dejw, Sabot, Bosski Roman) | [ 72 ]          |
| Webster – Nawiedzony                            | 2012      | „Niesprawiedliwość” (gościnnie: Bosski Roman) | [ 73 ]          |
| Dziki BPM – Bierz Póki Możesz                   | 2013      | „Na Zawsze” (gościnnie: Bosski Roman) | [ 74 ]          |
| Dudek RPK – Od Serca 2012                       | 2013      | „Dla ludzi z charakterem” (gościnnie: RPK oraz Firma: Bosski Roman, Popek, Tadek) | [ 75 ]          |
| Pęku – Jak Feniks z Popiołów                    | 2013      | „Po co?” (gościnnie: Jahbestin, Bosski Roman) | [ 76 ]          |
| Berezin – XM2012                                | 2013      | „SSF” (gościnnie: Kali (Szybki Szmal), ILLG, Firma: Bosski Roman, Tadek oraz Klimon, Ledion, Cistychov, Komplex, Pravda) | [ 77 ] [ 78 ]   |
| Robert M – 2013                                 | 2013      | „Pop That Pu**y B**t (Radio Edit)” (gościnnie: Bosski Roman) „Pop That Pu**y B**t (Julas Remix)” (gościnnie: Bosski Roman) | [ 79 ]          |
| Grxu&BameR – Opowieści z Bloków                 | 2013      | „Osiedlowy Klimat” (gościnnie: Bosski Roman, Z Poorman) | [ 80 ]          |
| Rena – Uliczna Psychologia                      | 2013      | „Uliczna Psychologia” (gościnnie: Firma: Popek, Bosski Roman) | [ 81 ]          |
| DMK – Wolny                                     | 2013      | „Ulica Uczy” (Ironic original) (gościnnie: Bosski Roman, Parzel) „Ulica Uczy” (Oz Cegła remix) (gościnnie: Bosski Roman, Parzel) „Ulica Uczy” (Wojtek Zet remix) (gościnnie: Bosski Roman, Parzel) | [ 82 ]          |
| Ciapski – Dzielę Się Słowem Vol.2               | 2013      | „Nie Stoję W Miejscu” (gościnnie: Qaku, Pantul, Bosski Roman) | [ 83 ]          |
| Dixon37 – OZNZ                                  | 2014      | „Cichy Świadek” (gościnnie: Firma: Bosski Roman, Tadek oraz Stefan, Młody Krasul) | [ 84 ]          |
| Małpa N.A.S – Przylądek Strachu                 | 2014      | „Łowcy Jeleni” (gościnnie: Bosski Roman, Ry23) | [ 85 ]          |
| Dudek P56 – Prorok56                            | 2014      | „Kocham” (gościnnie: End, Kłyza, Bosski Roman) | [ 86 ]          |
| Fabster – Kontrasty                             | 2014      | „Młodzi ludzie łakną zło” (gościnnie: Bosski Roman, CBR) | [ 87 ]          |
| KaeN – Piątek 13-go                             | 2014      | „Setki Kilometrów” (gościnnie: Bezczel, Bosski Roman) | [ 88 ]          |
| Tony Jazzu – W Cenie Sztuki                     | 2014      | „Czy Czujesz Się Infiltrowany” (gościnnie: Konkret, Bosski Roman, Z.B.U.K.U) | [ 89 ]          |
| Nizioł – Pretekst                               | 2015      | „KRK Rap” (gośc. Szajka, Firma: Bosski Roman, Tadek, Wysoki Lot, Tobi, Chinczyk, Gruszka, Songo Omerta) | [ 90 ]          |
| Sobota – Czekając na Sobotę                     | 2015      | „JP na Stoprocent” (gościnnie: Firma: Popek, Bosski Roman) | [ 91 ]          |
| Dudek P56 – Polski Rap                          | 2015      | „Polski Rap” (gościnnie: Kala, Bosski Roman, Egon, Vander) | [ 92 ]          |
| Kamil P.R.J – Prawdziwy Rap Jednością           | 2015      | „Piasek u Stóp” (gościnnie Bosski Roman) | [ 93 ]          |
| Miejski Sort – Gry Wszystkich Miast             | 2015      | „Milczenie Owiec” (gościnnie: Firma: Bosski Roman, Popek, Pomidor) | [ 94 ]          |
| Tylas & Klint – Apressnb                        | 2016      | „Wolność” (gościnnie: Bosski Roman) | [ 95 ]          |
| Ważka G21 – Po Tej Samej Stronie                | 2016      | „Z Podniesioną Głową” (gościnnie: Firma: Pomidor, Bosski Roman oraz Junior, BamZ) | [ 96 ]          |
| DMK – Ogień                                     | 2016      | „Polska – Jamajka” (gościnnie: Odie, Military Man, Bosski Roman, Junior Stress) | [ 97 ]          |
| WWS – C’est la Vie                              | 2016      | „Nie Mam Czasu” (gościnnie: Bosski Roman) | [ 98 ]          |
| Arkadio – Nierzadko                             | 2016      | „Żyć jak święty” (gościnnie: Bosski Roman) | [ 99 ]          |
| Kaczor BRS – Popalone Styki                     | 2017      | „Siła Charakteru” (gościnnie Kłyza, Bosski Roman) | [ 100 ]         |
| P.A.F.F. – Fala                                 | 2017      | „Bomba” (gościnnie: Bosski Roman) | [ 101 ]         |
| Pomidor – Uliczny Dom Wariatów                  | 2017      | „Dość” (gościnnie: Popek, Daro, GPY, Bosski Roman, Ważka G21) „Nie Ma Skutków Bez Przyczyn Tak Jak Dymu Bez Ognia” (gościnnie: Popek, Bosski Roman, Władek TRP, Juras, STW Podziemie) | [ 102 ]         |
| Arkadio & Miczu – NaCZYNIE                      | 2017      | „BŁĄDzisz” (gościnnie: Bosski Roman) | [ 103 ]         |
| Krzychu WWS – Speedforce                        | 2019      | „Speedforce” (gościnnie: Bosski Roman) | [ 104 ]         |
| Marcinek 3Z – Serca Zew                         | 2019      | „Iluzja Sukcesu” (gościnnie: Bosski Roman) | [ 105 ]         |
| Pih – Non Serviam. Tom I [Deluxe]               | 2019      | „100 MLN Dróg” (gościnnie: Kaen, Bosski Roman) | [ 106 ]         |
| Free$beats – Feedback                           | 2019      | „Lata lecą” (gościnnie: Bosski Roman, Młody Bosski) | [ 107 ]         |
| Popek & Pomidor – Firma International           | 2020      | „Przeciwko Kurestwu i Upadkowi Zasad część 2” (gościnnie: WażkaG21, Kubix, Bosski Roman, Paka, Zając RWM, Władek TRP, Sebo PPS, Biner, Dominik CSM, ZKZ) | [ 108 ]         |
| Kompilacje                                      |           | |                 |
| Album                                           | Rok       | Wykonawcy i Utwór | Źródło          |
| KRK Rap Atak                                    | 2002      | Firma – „Co z tego masz” Bosski Roman – „Wyprawa nocna” | [ 109 ]         |
| Klan CD#26                                      | 2002      | Firma – „Słowo Na Ulicy” | [ 110 ]         |
| Hip Hop Rasizm Stop #2                          | 2003      | Firma – „Palę” (remix) | [ 111 ]         |
| Prosto Mixtape Deszczu Strugi                   | 2006      | Małolat, Ward, Pono, Tadek, Juras, Roman, Bosski Roman, Wigor – „Jedziesz 2” Firma: Kali, Popek, Bosski Roman, Tadek – „Kim Jestem w Twoich Oczach” | [ 112 ]         |
| KRKRAP.com Vol.2                                | 2008      | Firma – „Reprezentuję JP” (remix) | [ 113 ]         |
| Grube jointy 2: Karani za Nic                   | 2011      | Bosski Roman – „Nie daj się wciągnąć w letarg” Firma – „Jara-my” (GJ Edition) | [ 114 ]         |
| Drużyna Mistrzów                                | 2012      | producent wykonawczy Bosski Roman, Sokół – „Jak Zaczynasz Dzień” Firma: Tadek, Popek, Bosski Roman oraz Daddy Freddy, Młody Bosski – „Fi Di Youths” | [ 115 ]         |
| Prosto Mixtape Kebs                             | 2012      | Firma – „Jestem Lepszy” | [ 116 ]         |
| Drużyna Mistrzów 2: Sport, Muzyka, Pasja        | 2013      | producent wykonawcy Bosski Roman, Webster, Kamil P.R.J. Wysoki Lot, Zarys Zdarzeń, KaeN, Młody Bosski, NON Koneksja, WSRH – „Drużyna Mistrzów” Pih, Bosski Roman, Tadek, Młody Bosski – „Wirus lenistwa” Bosski Roman, Berezin, Virus Syndicate – „Streetworkout” Bosski Roman – „Sport Muzyka Pasja” Bosski Roman, DDK RPK, Damian Janikowski, Młody Bosski – „Zastrzyk motywacji” Bosski Roman, Onar, Ero, VNM – „Nakręceni pasją” Pih, Bosski Roman, Tadek, Młody Bosski – „Wirus lenistwa” (remix) Bosski Roman – „Sport Muzyka Pasja” (remix) | [ 117 ]         |
| Step Records: Rap Najlepszej Marki              | 2014      | Bezczel – „Proforma 2 RMX” (gościnnie: Hukos, Onar, Zeus, ZBUKU, Bosski Roman, Młody M, Buczer, Kobra, Kajman, KaeN, ZdunO) | [ 118 ]         |
| Być Kimś, Być Sobą                              | 2015      | Peny – „Musisz Żyć!” (gościnnie: Kroolik Underwood, Bosski Roman) | [ 119 ]         |
| The Backstage Of Lbn Mixtape                    | 2015      | Dmk, Wojtek Zet, Bosski Roman, Egon – „Znajome Tereny” | [ 120 ]         |
| Drużyna Mistrzów 3                              | 2015      | producent wykonawczy Bosski Roman, Młody Bosski, KaeN – „Lepsza Wersja” ParExcellence: Sempu, Żaru oraz Bosski Roman – „Górska moc” Pih, Bosski Roman – „ADHD” Bosski Roman, Pih – „Bez hamulców” Bosski Roman – „Muay Thai” PzTw: Kikoraf, Czarny oraz Bosski Roman – „KS Ronin” Bosski Roman, Sobota – „Samodyscyplina” Miejski Sort, Bosski Roman – „Na jeden wokal” Popek, Bosski Roman, Papaj – „MMA” Fuso, Bosski Roman – „StreetWorkOut” Aterra – „Nie daj się” (gościnnie: Bosski Roman) Bosski Roman, Sobota – „Samodyscyplina” (Remix) | [ 121 ]         |
| Skazani na Rugby                                | 2016      | Bosski Roman – „Drużynowe Sporty Walki” | [ 122 ]         |
| Altereggo TeamTape                              | 2016      | Pih x KaeN x Bosski Roman – „Nostalgia” PeRJot x Bosski Roman – „Rap Niech Żyje” | [ 123 ] [ 124 ] |
| Drużyna Mistrzów 4: Moc Motywacji               | 2016      | producent wykonawczy Bosski Roman, KaeN – „Na Rozgrzewkę” Bosski Roman, Paluch – „Jakie Życie Bez Sportu?” Krzychu WWS, Bosski Roman, Prykone – „Wysoko Poprzeczka” Red, Bosski Roman – „To Jets Hit” Bosski Roman, Fu – „Ostra Pompa” Dominik Rybiałek, Bosski Roman, Bonson – „Nie Zatrzyma Nikt” Marcinek 3Z, Dmk, Bosski Roman – „Za Żadne Skarby” Stecu, Dixon37, Bosski Roman – „Motywuję Słowem” Juras, Bosski Roman – „Współczesny Patriota” Bosski Roman, Konsorcjum – „Poczuć Mocno Życie” Arkadio, Bosski Roman, Luxon – „Zabierz Boga Na Trening” Bosski Roman, Z.B.U.K.U – „Satysfakcji Światło” Bosski Roman, Pih – „Sportowa Dama” Bosski Roman – „Ladies Fight Night” Webster, Bosski Roman – „Dla Fightera” Diox, Mosad, Kiki, Bosski Roman, Onar – „Zdrowia Nie Kupisz” Wanta, Bosski Roman, Żaru – „Górski Duch” Bosski Roman – „Generał Gryf” Bosski Roman – „Cisi i Skuteczni” | [ 125 ]         |
| Drużyna Mistrzów 4: Moc Motywacji Deluxe        | 2017      | producent wykonawczy Bosski Roman – „Zawsze Dobra Passa” Bosski Roman, Toony – „Idę Na Trening” Bosski Roman, Agresywna Masa – „Idę Na Całość” Bosski Roman – „Arnold” Bosski Roman, Dudek P56 – „Nie Jestem Ideałem” Bosski Roman – „Daj Sobie Szansę” Bosski Roman, HZOP – „Strach Rodzi Odwagę” Bosski Roman – „Unosi Mni Wiara” Bosski Roman – „Daję Bana” Bosski Roman – „Motywacji Raper” Bosski Roman, Krzychu WWS – „Niesie Mnie Pasja” Bosski Roman, Arkadio, Anatom – „Twój Duch” Bosski Roman, Arkadio – „Drzazgi w Oczach” Bosski Roman, Krzychu WWS – „Anioły i Demony” Bosski Roman – „Skazany Na Ruch” Bosski Roman, Pih – „Sportowa Dama” (remix) Bosski Roman, Paluch – „Jakie Życie Bez Sportu?” (remix) Oraz utwory z poprzedniej płyty DM | [ 126 ]         |
| Inne                                            |           | |                 |
| Wykonawca                                       | Rok       | Utwór | Źródło          |
| Mikael                                          | 2010      | „Sprawdź to ziombel” (gościnnie: Galek, Bosski Roman) „Sprawdź to ziombel (remix)” (gościnnie: Galek, Bosski Roman) | [ 127 ] [ 128 ] |
| Popek                                           | 2014      | „Mad House” (gościnnie: Żabol, Merky ACE, TKO, Ego UK, Porchy, Nizioł, Sokół, Jay 3, Smoky Mo, Egon, AK-47, Bosski Roman) | [ 129 ]         |
| The FolkRockers                                 | 2017      | „Kiebyś Ty Wiedziała” (gościnnie: Bosski Roman) | [ 130 ]         |
| Bracia Collins                                  | 2017      | Bosski Roman, Bracia Collins, KaeN – „Coś z Niczego” | [ 131 ]         |
| Martin                                          | 2019      | „Crack” (gościnnie: Bosski Roman) | [ 132 ]         |

## Teledyski
| Tytuł | Rok  | Reżyseria                                              | Album                                                | Źródło  |
| --- | ---- | ------------------------------------------------------ | ---------------------------------------------------- | ------- |
| „Na 100%” (gościnnie: Sokół, Tadek) | 2007 | –                                                      | Krak (oraz Piero)                                    | [ 133 ] |
| „Jestem tam” (gościnnie: Robert M) | 2008 | –                                                      | Krak 2 (oraz Piero)                                  | [ 134 ] |
| „Jestem tam (remix)” | 2008 | –                                                      | Krak 2 (oraz Piero)                                  | [ 134 ] |
| „Czujesz się Nad?” (gościnnie: Tadek) | 2009 | Tomek Plant (Concept Music Art)                        | Krak 2 (oraz Piero)                                  | [ 135 ] |
| „Dawaj ten ton” (Zich original) | 2010 | Przedmarańcza                                          | Krak 3                                               | [ 136 ] |
| „Dawaj ten ton” (PZG remix) | 2010 | Przedmarańcza                                          | Krak 3                                               | [ 137 ] |
| „Dawaj ten ton” (Piero remix) | 2010 | Przedmarańcza                                          | Krak 3                                               | [ 138 ] |
| „Posłuchaj tego” (gościnnie: Młody Bosski) | 2010 | Przedmarańcza                                          | Krak 3                                               | [ 139 ] |
| „Niełatwy żywot ulicznego rapera” (gościnnie: Hijack, Gabi, Paluch, Peja, Popek, Sobota, Komplex, Tadek)                                                                   | 2011 | –                                                      | Krak 3                                               | [ 140 ] |
| „Oda do Zepsucia” (oraz: Tadek) | 2012 | Gwaranto Studio                                        | Krak 4                                               | [ 141 ] |
| „Oda do Zepsucia” (oraz: Tadek) | 2012 | Gwaranto Studio                                        | Niewygodna Prawda                                    | [ 141 ] |
| „Włącz to” (gościnnie: Wysoki Lot) | 2012 | Gwaranto Studio                                        | Krak 4                                               | [ 142 ] |
| „Znowu Mówią” | 2012 | Gwaranto Studio                                        | Krak 4                                               | [ 143 ] |
| „Kwestia Wyboru” (gościnnie: Abradab) | 2012 | Gwaranto Studio                                        | Krak 4                                               | [ 144 ] |
| „Pokochaj mnie” | 2012 | Gwaranto Studio                                        | Krak 4                                               | [ 145 ] |
| „No Skill” | 2012 | –                                                      | Braterska Siła (oraz Młody Bosski; jako Bosskiskład) | [ 146 ] |
| „Nigdy Pod Publikę” | 2012 | –                                                      | Braterska Siła (oraz Młody Bosski; jako Bosskiskład) | [ 146 ] |
| „Centro-Prawo-Lew” | 2012 | –                                                      | Braterska Siła (oraz Młody Bosski; jako Bosskiskład) | [ 146 ] |
| „Odpowiedzialność” | 2012 | Gwaranto Studio                                        | Braterska Siła (oraz Młody Bosski; jako Bosskiskład) | [ 147 ] |
| „Możemy Wszystko” (scratch: DJ Krime) | 2012 | Gwaranto Studio                                        | Braterska Siła (oraz Młody Bosski; jako Bosskiskład) | [ 148 ] |
| „Głos Pokolenia” (gościnnie: Dudek RPK, HDS, Tadek) | 2013 | Michał Pigłowski                                       | Braterska Siła (oraz Młody Bosski; jako Bosskiskład) | [ 149 ] |
| „Mów Co Chcesz” | 2013 | –                                                      | Braterska Siła (oraz Młody Bosski; jako Bosskiskład) | [ 150 ] |
| „MamaMaMamona” | 2013 | –                                                      | Krak 5                                               | [ 146 ] |
| „Higiena Osobista” | 2013 | –                                                      | –                                                    | [ 146 ] |
| „Jaki Sens?” (gościnnie: Młody Bosski) (scratch: DJ Krime) | 2013 | –                                                      | Braterska Siła                                       | [ 146 ] |
| „BosskiRapChillout” | 2013 | –                                                      | –                                                    | [ 146 ] |
| „Na Tej Drodze” | 2013 | –                                                      | –                                                    | [ 146 ] |
| „Nie zapomnij” (gościnnie: Miejski Sort) | 2014 | Gwaranto Studio                                        | TheRapYa Szokowa Dozwolona Od Lat 18                 | [ 151 ] |
| „Treningowy styl” (gościnnie: KaeN, DJ Krime) | 2014 | Patryk Jurek                                           | TheRapYa Szokowa Dozwolona Od Lat 18                 | [ 152 ] |
| „Mgła” (gościnnie: Sonia Lachowolska) | 2014 | Gwaranto Studio                                        | TheRapYa Szokowa Dozwolona Od Lat 18                 | [ 153 ] |
| „Pewny siebie” (gościnnie: Kasia Godzisz) | 2014 | Gwaranto Studio                                        | TheRapYa Szokowa Dozwolona Od Lat 18                 | [ 154 ] |
| „Uliczny styl krakowski” | 2014 | –                                                      | TheRapYa Szokowa Dozwolona Od Lat 18                 | [ 155 ] |
| „#Hot16Challenge” | 2014 | –                                                      | –                                                    | [ 156 ] |
| „Nie Mam Czasu Na Smutek” | 2015 | Gwaranto Studio                                        | Uliczny Przekaz Dla Dobrych Ludzi                    | [ 157 ] |
| „Wychowany Ulicą” (gościnnie: Kaczy, Dudek P56) | 2015 | Bosski Roman                                           | Uliczny Przekaz Dla Dobrych Ludzi                    | [ 157 ] |
| „Podziemny Krąg” | 2015 | Gwaranto Studio                                        | Uliczny Przekaz Dla Dobrych Ludzi                    | [ 157 ] |
| „Od 15 Lat” | 2015 | Gwaranto Studio                                        | Uliczny Przekaz Dla Dobrych Ludzi                    | [ 157 ] |
| „Rozterki Dobrej Dziewczyny” | 2015 | Gwaranto Studio                                        | Uliczny Przekaz Dla Dobrych Ludzi                    | [ 157 ] |
| „Polska” | 2015 | Gwaranto Studio                                        | Uliczny Przekaz Dla Dobrych Ludzi                    | [ 157 ] |
| „Czomolungma” | 2015 | –                                                      | Krak 5                                               | [ 158 ] |
| „Jakoś przeżyję” | 2015 | –                                                      | Krak 5                                               | [ 159 ] |
| „Grimeovitsh” (gościnnie: HudyHary) | 2015 | –                                                      | Krak 5                                               | [ 160 ] |
| „Oko w Oko z Jaźnią” | 2015 | –                                                      | Krak 5                                               | [ 161 ] |
| „Anty-dopalacze” (jako: Drużyna Mistrzów) | 2015 | –                                                      | Bang & Classic                                       | [ 162 ] |
| „Kraina Idealna” (oraz: Pih, gościnnie: Marcin Knutelski) (jako: Drużyna Mistrzów)                                                                                         | 2015 | Gwaranto Studio                                        | Bang & Classic                                       | [ 163 ] |
| „Rozwój” (oraz: Sonia Lachowolska) (jako: Drużyna Mistrzów) | 2015 | Gwaranto Studio                                        | Bang & Classic                                       | [ 164 ] |
| „Viva Polonia” (gościnnie: Juras, Pih) | 2016 | Tom Niemiec                                            | Bang & Classic                                       | [ 165 ] |
| „Jaka Twoja Wartość” (gościnnie: Daddio) | 2016 | Tom Niemiec & Aga Szuścik                              | Bang & Classic                                       | [ 166 ] |
| „Daj Mi Lajka” | 2016 | Aga Szuścik                                            | Bang & Classic                                       | [ 167 ] |
| „Special Girl” (gościnnie: Kevin Mahogany, Sonia Lachowolska) | 2016 | Aga Szuścik                                            | Bang & Classic                                       | [ 168 ] |
| „Jeśli Kochasz” | 2016 | Filmcay                                                | Bang & Classic                                       | [ 169 ] |
| „Rozdajemy Światło” | 2016 | Aga Szuścik                                            | Bang & Classic                                       | [ 170 ] |
| „Terefere” | 2018 | Mariusz Wielgus & Gwaranto Studio                      | Duchowy Gangster                                     | [ 171 ] |
| „Jeden Jedyny” | 2018 | Gwaranto Studio                                        | Duchowy Gangster                                     | [ 172 ] |
| „Duchowy Gangster” | 2018 | Mariusz Wielgus                                        | Duchowy Gangster                                     | [ 173 ] |
| „Nikomu z Niczego” | 2018 | Gwaranto Studio                                        | Duchowy Gangster                                     | [ 174 ] |
| „Jedno Życie Masz” | 2019 | Gwaranto Studio                                        | Duchowy Gangster                                     | [ 175 ] |
| „Dobra dziewczyna na zawsze” | 2019 | –                                                      | Uliczny przekaz dla dobrych ludzi 2                  | [ 176 ] |
| „Jean Claude” | 2019 | –                                                      | Uliczny przekaz dla dobrych ludzi 2                  | [ 177 ] |
| „Tylko Bóg może mnie sądzić” (gościnnie: Arkadio) | 2019 | Arkadio                                                | Uliczny przekaz dla dobrych ludzi 2                  | [ 178 ] |
| „eFIeReMA” (gościnnie: Pomidor) | 2019 | –                                                      | Uliczny przekaz dla dobrych ludzi 2                  | [ 179 ] |
| „Gruby łuk” (oraz: Space Panda) | 2019 | Endor Films                                            | Uliczny przekaz dla dobrych ludzi 2                  | [ 180 ] |
| „Martwe ryby” (gościnnie: Wilku WDZ) | 2019 | Gwaranto Studio                                        | Uliczny przekaz dla dobrych ludzi 2                  | [ 181 ] |
| „Pasjonaci” (gościnnie: Młody Bosski) | 2020 | –                                                      | Uliczny przekaz dla dobrych ludzi 2                  | [ 182 ] |
| „Wysoki pułap” | 2020 | Piotr Pietraszko                                       | Uliczny przekaz dla dobrych ludzi 2                  | [ 183 ] |
| Gościnnie/Kompilacje |      |                                                        |                                                      |         |
| Firma – „Słowo Na Ulicy” | 2002 | –                                                      | Klan CD#26 (kompilacja)                              | [ 184 ] |
| Firma – „Słowo Na Ulicy” | 2002 | –                                                      | Z Dedykacją Dla Ulicy                                | [ 184 ] |
| Firma – „Reprezentuję JP (remix)” | 2008 | Manufakturax                                           | KRKRAP.com Vol.2 (kompilacja)                        | [ 185 ] |
| Piero Beatmaker – „Przeciwko Kurestwu I Upadkowi Zasad (RMX)” (gościnnie: Firma, Hemp Gru)                                                                                 | 2008 | –                                                      | Mixtape                                              | [ 186 ] |
| Hemp Gru – „Wyrok Ulicy” (gościnnie: Rest, Tadek, Żary, Bosski Roman, Kafar, Kali, Popek)                                                                                  | 2009 | Diil Film Studio                                       | Droga                                                | [ 187 ] |
| Firma – „Jara-my” (GJ Edition) | 2011 | Act6Group                                              | Grube Jointy 2: karani za nic                        | [ 188 ] |
| Bosski Roman – „Nie Daj Się Wciągnąć W Letarg” | 2011 | –                                                      | Grube Jointy 2: karani za nic                        | [ 189 ] |
| Monilove – „Na Raz” (gościnnie: Bosski Roman) | 2012 | –                                                      | Monilove Music                                       | [ 190 ] |
| HZOP – „Publiczni Wrogowie” (gościnnie: Lukas OM, Bosski Roman) | 2012 | 9LiterFilmy                                            | Drogowskazy Życia                                    | [ 191 ] |
| Borixon – „Nie Do Wiary” (gościnnie: Firma: Popek, Bosski Roman) | 2012 | Borixon & Firma                                        | Rap Not Dead                                         | [ 67 ]  |
| Tadek – „Oda Do Zepsucia” (oraz: Bosski Roman) | 2012 | Gwaranto Studio                                        | Niewygodna Prawda                                    | [ 192 ] |
| Tadek – „Oda Do Zepsucia” (oraz: Bosski Roman) | 2012 | Gwaranto Studio                                        | Krak 4                                               | [ 192 ] |
| Popek – „Jeszcze Firma Nie Zginęła” (gościnnie: Tadek, Bosski Roman) | 2012 | Hit Vision                                             | Monster                                              | [ 193 ] |
| Kamil P.R.J – „Wiem Jak Się Zachować” (gościnnie: Bosski Roman) | 2012 | –                                                      | Nowy Etap                                            | [ 194 ] |
| Pęku – „Po co?” (gościnnie: Jahbestin, Bosski Roman) | 2012 | OesVidyo                                               | Jak Feniks Z Popiołów                                | [ 195 ] |
| Dixon37 – „Cichy Świadek” (gościnnie: Firma: Bosski Roman, Tadek oraz Stefan, Młody Krasul)                                                                                | 2014 | Poka Film                                              | OZNZ                                                 | [ 196 ] |
| Bezczel – „Proforma 2 RMX” (gościnnie: Hukos, Onar, Zeus, ZBUKU, Bosski Roman, Młody M, Buczer, Kobra, Kajman, KaeN, ZdunO)                                                | 2014 | ML Filmz                                               | Step Records: Rap Najlepszej Marki                   | [ 197 ] |
| Nizioł – „KRK Rap” (gościnnie: Szajka, Firma, Wysoki Lot, Tobi, Chinczyk, Gruszka, Songo Omerta)                                                                           | 2015 | OesVidyo                                               | Pretekst                                             | [ 198 ] |
| Sobota – „JP na Stoprocent” (gościnnie: Popek, Bosski Roman) | 2015 | Piotr Gołdych                                          | Czekając na Sobotę                                   | [ 199 ] |
| Kaczor BRS – „Siła Charakteru” (gościnnie: Kłyza, Bosski Roman) | 2016 | Spontan Film                                           | Popalone Styki                                       | [ 200 ] |
| WWS – „Nie Mam Czasu” (gościnnie: Bosski Roman) | 2016 | Dawid Cięciel                                          | C’est La Vie                                         | [ 201 ] |
| Pih x KaeN x Bosski Roman – „Nostalgia” | 2016 | Mirosław Kaźmierczak, Mariusz Wielgus, Gwaranto Studio | Altereggo TeamTape (kompilacja)                      | [ 202 ] |
| PeRJot x Bosski Roman – „Rap Niech Żyje” | 2016 | Mariusz Wielgus, Gwaranto Studio                       | Altereggo TeamTape (kompilacja)                      | [ 203 ] |
| Arkadio – „Żyć Jak Święty” (gościnnie: Bosski Roman) | 2016 | RTCK, Piotr Piwowar                                    | Nierzadko                                            | [ 204 ] |
| Bosski Roman, Bracia Collins, KaeN – „Coś z Niczego” | 2017 | Drużyna Mistrzów                                       | –                                                    | [ 131 ] |
| Pomidor – „Nie Ma Skutków Bez Przyczyn Tak Jak Dymu Bez Ognia” (gościnnie: Popek, Bosski Roman, Władek TRP, Juras, STW Podziemie)                                          | 2018 | –                                                      | Uliczny Dom Wariatów                                 | [ 205 ] |
| P.A.F.F. – „Bomba” (gościnnie: Bosski Roman) | 2018 | Kamil Rydzewski, BeLogic Studio                        | Fala                                                 | [ 206 ] |
| Popek & Pomidor – „Przeciwko Kurestwu i Upadkowi Zasad część 2” (gościnnie: WażkaG21, Kubix, Bosski Roman, Paka, Zając RWM, Władek TRP, Sebo PPS, Biner, Dominik CSM, ZKZ) | 2018 | Mania Studio                                           | Firma International                                  | [ 207 ] |
| Martin & Bosski Roman – „Crack” | 2019 | Pan Filmowiec                                          | –                                                    | [ 132 ] |
| Krzychu WWS – „Speedforce” (gościnnie: Bosski Roman) | 2019 | Patryk Kulasik                                         | Speedforce                                           | [ 104 ] |
| Drużyna Mistrzów |      |                                                        |                                                      |         |
| Bosski Roman, Sokół – „Jak Zaczynasz Dzień?” | 2012 | Gwaranto Studio                                        | Drużyna Mistrzów                                     | [ 208 ] |
| Dudek RPK, Bosski Roman, Damian Janikowski, Młody Bosski – „Zastrzyk Motywacji”                                                                                            | 2013 | Gwaranto Studio                                        | Drużyna Mistrzów 2: Sport, Muzyka, Pasja             | [ 209 ] |
| Bosski Roman, Onar, Ero, VNM – „Nakręceni Pasją” | 2013 | Evil Eye                                               | Drużyna Mistrzów 2: Sport, Muzyka, Pasja             | [ 210 ] |
| Bosski Roman – „Sport Muzyka Pasja” & „Sport Muzyka Pasja (remix)” | 2013 | Gwaranto Studio                                        | Drużyna Mistrzów 2: Sport, Muzyka, Pasja             | [ 211 ] |
| Pih, Bosski Roman, Tadek, Młody Bosski – „Wirus Lenistwa” | 2014 | Gwaranto Studio                                        | Drużyna Mistrzów 2: Sport, Muzyka, Pasja             | [ 212 ] |
| ParExcellence: Sempu, Żaru oraz Bosski Roman – „Górska Moc” | 2014 | Gwaranto Studio                                        | Drużyna Mistrzów 3                                   | [ 213 ] |
| Bosski Roman – „Muaythai” | 2014 | Gwaranto Studio                                        | Drużyna Mistrzów 3                                   | [ 214 ] |
| Bosski Roman, Pih – „Bez Hamulców” | 2015 | 9LiterFilmy                                            | Drużyna Mistrzów 3                                   | [ 215 ] |
| Bosski Roman, Sobota – „Samodyscyplina” & „Samodyscyplina (remix)” | 2015 | 9LiterFilmy                                            | Drużyna Mistrzów 3                                   | [ 216 ] |
| Bosski Roman, KaeN, Młody Bosski – „Lepsza Wersja” | 2015 | Gwaranto Studio                                        | Drużyna Mistrzów 3                                   | [ 217 ] |
| PzTw: Kikoraf, Czarny oraz Bosski Roman – „K.S. Ronin” | 2015 | Wojciech Klimala                                       | Drużyna Mistrzów 3                                   | [ 218 ] |
| Bosski Roman – „Ladies Fight Night” | 2016 | 9LiterFilmy                                            | Drużyna Mistrzów 4: Moc Motywacji                    | [ 219 ] |
| Bosski Roman, Paluch – „Jakie Życie Bez Sportu?” | 2016 | 9LiterFilmy                                            | Drużyna Mistrzów 4: Moc Motywacji                    | [ 220 ] |
| Arkadio, Bosski Roman, Luxon – „Zabierz Boga Na Trening” | 2016 | RullOn, Andrzej Tokarz                                 | Drużyna Mistrzów 4: Moc Motywacji                    | [ 221 ] |
| Bosski Roman, Fu – „Ostra Pompa” | 2017 | Gwaranto Studio                                        | Drużyna Mistrzów 4: Moc Motywacji                    | [ 222 ] |
| Red, Bosski Roman – „To Jest Hit” | 2017 | Gwaranto Studio                                        | Drużyna Mistrzów 4: Moc Motywacji                    | [ 223 ] |
| Bosski Roman, Pih – „Sportowa Dama” | 2017 | 9LiterFilmy                                            | Drużyna Mistrzów 4: Moc Motywacji                    | [ 224 ] |
| Bosski Roman, KaeN – „Na Rozgrzewkę” | 2017 | Gwaranto Studio                                        | Drużyna Mistrzów 4: Moc Motywacji                    | [ 225 ] |
| Bosski Roman – „Generał Gryf” | 2017 | Mirosław Kaźmierczak                                   | Drużyna Mistrzów 4: Moc Motywacji                    | [ 226 ] |
| Bosski Roman, Agresywna Masa – „Idę Na Całość” | 2017 | Gwaranto Studio                                        | Drużyna Mistrzów 4: Moc Motywacji Deluxe             | [ 227 ] |
| Bosski Roman, Toony – „Idę Na Trening” | 2017 | Gwaranto Studio                                        | Drużyna Mistrzów 4: Moc Motywacji Deluxe             | [ 228 ] |
| Bosski Roman, Paluch – „Jakie Życie Bez Sportu (remix)” | 2017 | 9LiterFilmy                                            | Drużyna Mistrzów 4: Moc Motywacji Deluxe             | [ 229 ] |
| Bosski Roman, Pih – „Sportowa Dama (remix)” | 2017 | 9LiterFilmy                                            | Drużyna Mistrzów 4: Moc Motywacji Deluxe             | [ 230 ] |
| Bosski Roman – „Arnold” | 2017 | Michal Pigłowski                                       | Drużyna Mistrzów 4: Moc Motywacji Deluxe             | [ 231 ] |
| Bosski Roman – „Zawsze Dobra Passa” | 2018 | Gwaranto Studio                                        | Drużyna Mistrzów 4: Moc Motywacji Deluxe             | [ 232 ] |
| Bosski Roman – „Złota Drużyna Jujitsu” | 2018 | Gwaranto Studio                                        | –                                                    | [ 233 ] |
| Bosski Roman – „Ogień, Ogień” | 2018 | 9LiterFilmy                                            | Drużyna Mistrzów 5                                   | [ 234 ] |
| Bosski Roman, Młody Bosski – „Balian” | 2018 | Gwaranto Studio                                        | Drużyna Mistrzów 5                                   | [ 235 ] |
| Bosski Roman – „STOP” | 2019 | Gwaranto Studio                                        | –                                                    | [ 236 ] |

## Filmografia
| Tytuł            | Rok  | Uwagi                                                                                             | Źródło  |
| ---------------- | ---- | ------------------------------------------------------------------------------------------------- | ------- |
| „One Love”       | 2012 | film dokumentalny o Robercie M; reżyseria: Paweł Grabowski                                        | [ 237 ] |
| „operacja „Gryf” | 2017 | film dokumentalny o gen. Januszu Brochwicz-Lewińskim ps. „Gryf”; reżyseria: Arkadiusz Gołębiewski | [ 238 ] |

## Walki freak show fight

### Kick-boxing (zasady K-1)
| Wynik   | Bilans | Przeciwnik           | Rozstrzygnięcie       | Runda | Czas | Wydarzenie                      | Data       | Miejsce       | Uwagi                |
| ------- | ------ | -------------------- | --------------------- | ----- | ---- | ------------------------------- | ---------- | ------------- | -------------------- |
| Wygrana | 1-0    | Maciej Gandziarowski | Decyzja (jednogłośna) | 3     | 3:00 | MMA-VIP 4: Imperium Potępionych | 05.03.2022 | Góra Kalwaria | K-1 w rękawicach MMA |